# Tiranni di Catania
Questa è la lista dei tiranni di Catania. Kατάvη fu probabilmente fondata nel 729 a.C. da Tucle, un condottiero calcidese proveniente da Naxos. Secondo Tucidide, i catanesi nominarono ecista Evarco.
Non si hanno notizie fino al V secolo a.C., quando fu conquistata da Ippocrate di Gela. Con l'avvento al potere di Gerone I, Catania (i cui abitanti furono deportati ad Inessa e il cui nome fu cambiato in Aitna) passò a Siracusa e poi ottenne una certa autonomia quando venne assegnata a Dinomene.
- Dinomene (470 a.C. - dopo il 465 a.C.)

Dopo un breve passaggio sotto il dominio di Ducezio (che riportò in patria i catanesi originari), Catania tornò sotto il dominio diretto di Siracusa. Gli abitanti furono dispersi nel 403 a.C. da Dionisio I di Siracusa, che la ripopolò di mercenari campani. Sotto la tirannide di Timoleonte, Catania fu retta dal tiranno sabellico Mamerco, l'ultimo di cui si abbia notizia.
- Mamerco (345 a.C. - 338 a.C.)[1]